# 장원일의 2시뮤직
《장원일의 2시뮤직》은 2025년 3월 28일부터 KNN 러브FM(부산 FM 105.7㎒, 양산 FM 88.5㎒, 기장/정관 FM 89.3㎒, 창원/김해/거제 FM 90.9㎒, 진주 FM 98.7㎒)을 통해 매일 새벽 2시부터 3시까지 방송중인 라디오 프로그램이다.

## 같이 보기
- KNN 러브FM